# Coll de les Cabres
El Coll de les Cabres és una collada dels contraforts nord-orientals del Massís del Canigó, a 1.871,9 metres d'altitud, en el límit dels termes comunals de Castell de Vernet i de Vernet, tots dos a la comarca del Conflent, de la Catalunya del Nord.
Està situada a la zona sud-occidental del terme de Vernet, i a l'est de la zona central-oriental del terme de Castell de Vernet, al sud-est del Coll de les Vanes i del Pic del Coll de les Vanes i al nord-oest del Coll de la Jaça d'en Vernet i del Pic de la Jaça d'en Vernet.